# Ероуз
Ероуз Гран При Интернейшънъл (на английски: Arrows Grand Prix International) е бивш тим от Формула 1, участник в Световния шампионат на Формула 1 от1977 – 2002 г.
Познат през годините е познат и като Футуърк Харт (на английски: Footwork).

## История
Основана е през 1977 година с подкрепата на италианския финансист Франко Амброзио. Названието Arrows („Стрели“) произхожда от абревиатурата на имената на основателите: Франко Амброзио, Алан Рийс, Джаки Оливър, Дейв Уос и Тони Саутгейт. Отбора е създаден след като основателите на новия екип напускат екипа на Шадоу (на английски: Shadow).
Първоначално базата на Ероуз е в английския град Милтън Кинс, където е създаден първия болид, само за 53 дни. От Ероуз сключват договор с италианския пилот Рикардо Патрезе, който печели и първите точки за екипа, завършвайки трети в състезанието за Голямата награда на САЩ-Запад.
Амброзио напуска тима в началото на 1978-а, тъй като е вкаран в затвора за нарушения на финансовото законодателство на Италия и финансови машинации (част от операцията „Чисти ръце“, по дело срещу корупцията при политици и предприемачи в Италия). В същото време от бившия тим „Шадоу“ обвиняват „Ероуз“ в нарушения на авторските права, заявявайки че болида Ероуз ФА/1 (Arrows FA/1) е копие на проекта Шадоу ДН9 (Shadow DN9). И преди Голямата награда на Австрия - 1978 лондонския Върховен Съд удовлетворява претенциите на Шадоу към Ероуз, забранявайки да използват болида Ероуз ФА/1 (Arrows FA/1) в стартове от Формула 1.

### Футуърк Ероуз
Японският бизнесмен Уатору Охаши става ключов инвеститор в Ероуз през 1990 година. Върху болидите е поставено логото на компанията му - Футуърк, а през 1991 година екипа официално приема името Футуърк. През 1991 година закупуват двигатели Порше, но резултатите не са според очакванията и по средата на сезона ги сменят с клиентски двигатели на Косуърт. През 1992 в екипа вече използват двигатели от Муген - компания, специализирана разработка и производство на двигатели на Хонда за различни спортни серии. Ероуз се състезава с името Футуърк до 1996 година, когато отново приема името Ероуз, след като Оливър и Рийс изкупват акциите на Охаши.

### TWR Ероуз
През март 1996 година, екипа е закупен от предприемача Том Уокиншоу, оглавяващ TWR Group, а през септември Уокиншоу подписва договор със Световния шампион от Формула 1 за същата година Деймън Хил за първи пилот, и наема бразилеца Педро Диниз за втори пилот. С номер 1 на болида и с двигателите на Ямаха, болида не успява да завърши много от първите състезания в началото на сезона, въпреки добрите карания на Хил.
В средата на годината, в старта за Голямата награда на Унгария - 1997 година, Хил прави фурор, създавайки най-доброто състезание за Ероуз в историята на екипа и най-запомнящото се състезание в Унгария от години. След като тръгва от втора позиция на старта, след Михаел Шумахер, още в края на първата обиколка Хил вече е начало. До края на състезанието е натрупал почти една минута преднина пред следващите го пилоти. В последната обиколка получава повреда в скоростната кутия породена от хидравличен теч и въпреки невъзможността да сменя предавки продължава към финала, но само метри преди края е изпреварен от бившия си съотборник в Уилямс и бъдещ Световен шампион Жак Вилньов.
В края на сезона Уокиншоу заменя двигателите Ямаха с такива произведени от Браян Харт. Двигателите са преработени и се състезават под името „Ероуз“ през 1998 и 1999 година, след което са заменени от Супертек (2000), Аижатех (2001) и Косуърт (2002).
Към средата на 2002 година парите свършват и отборът банкрутира, без да е завършил сезона.